# Hans Lehnert (Politiker, 1905)
Hans Lehnert (* 21. Dezember 1905 in Berlin; † 26. Juli 1959 ebenda) war ein deutscher Politiker (SPD).
Hans Lehnert war Hilfsarbeiter und später Kaufmann. Nach dem Zweiten Weltkrieg trat er 1945 der SPD bei. Da Kurt Schmidt starb, rückte Lehnert im Juli 1947 in die Stadtverordnetenversammlung von Groß-Berlin nach. Mit der Wahl im Dezember 1948 schied er aus dem Parlament wieder aus.